# Rudolf Albrecht (Politiker, 1891)
Rudolf Albrecht (* 11. August 1891 in Hannover; † 18. Juli 1953 in Bad Nenndorf) war ein deutscher Politiker und Mitglied des Niedersächsischen Landtages in der 2. Wahlperiode vom 6. Mai 1951 bis zum 18. Juli 1953.
Albrecht absolvierte eine Lehre als Glasmacher und war Kriegsteilnehmer des Ersten Weltkrieges. Er galt als Schwerkriegsbeschädigter aus dem Ersten Weltkrieg und arbeitete später als Heimleiter des Kurheims der Landesversicherungsanstalt Hannover in Bad Nenndorf. Mitglied der SPD war Albrecht seit 1910.

## Quelle
- Barbara Simon: Abgeordnete in Niedersachsen 1946–1994. Biographisches Handbuch. Hrsg. vom Präsidenten des Niedersächsischen Landtages. Niedersächsischer Landtag, Hannover 1996, S. 20.

| Personendaten    | Personendaten                  |
| ---------------- | ------------------------------ |
| NAME             | Albrecht, Rudolf               |
| KURZBESCHREIBUNG | deutscher Politiker (SPD), MdL |
| GEBURTSDATUM     | 11. August 1891                |
| GEBURTSORT       | Hannover                       |
| STERBEDATUM      | 18. Juli 1953                  |
| STERBEORT        | Bad Nenndorf                   |